# Бучек (гмина)
Бучек (пол. Buczek) — сельская гмина (волость) в Польше, входит как административная единица в Ласкский повет, Лодзинское воеводство. Население — 4869 человек (на 2004 год).

## Сельские округа
1. Бахожин
2. Бродня-Дольна
3. Бродня-Гурна
4. Бучек
5. Честкув-А
6. Честкув-Б
7. Честкув-Ф
8. Гжешин
9. Гуцин
10. Юзефатув
11. Ковалев
12. Люцеюв
13. Маленя
14. Совиньце
15. Сыцанув
16. Воля-Бахорска
17. Воля-Бучковска
18. Чарны-Ляс
19. Домброва
20. Хербертув
21. Петронелюв
22. Струпины

## Соседние гмины
1. Гмина Ласк
2. Гмина Сендзеёвице
3. Гмина Зелюв